# Operophtera rectipostmediana
Operophtera rectipostmediana är en fjärilsart som beskrevs av Inoue 1942. Operophtera rectipostmediana ingår i släktet Operophtera och familjen mätare. Inga underarter finns listade i Catalogue of Life.